# Стенфордський університет

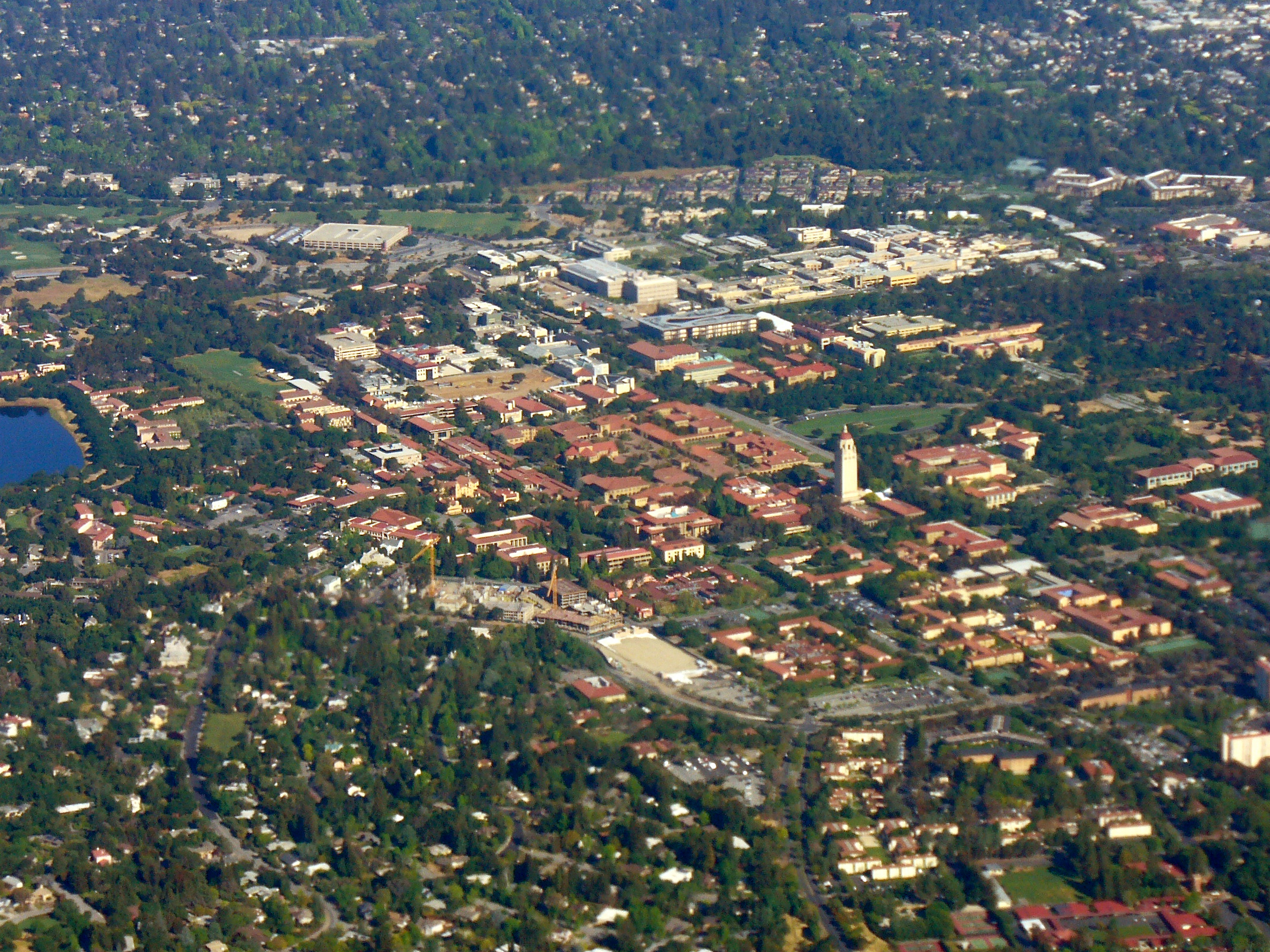
Кампус Стенфордського університету

Університет імені Ліленда Стенфорда-молодшого (англ. Leland Stanford Junior University), або Стенфордський університет — приватний вищий навчальний заклад міста Стенфорд, Каліфорнія, США.

## Історія
Стенфордський університет був заснований залізничним магнатом, колишнім губернатором Каліфорнії та сенатором США Лілендом Стенфордом з дружиною Джейн Летроп Стенфорд. Засновуючи університет, Стенфорди намагалися зберегти в людях пам'ять про свого сина Ліленда Стенфорда-молодшого, який помер в Європі у 16-річному віці від тифу. Грант на заснування університету був підписаний 11 листопада 1885 року та вже через три дні, 14 листопада, був прийнятий Радою опікунів. Будівництво почалось 14 травня 1887 р. 
Відкрився університет 1 жовтня 1891 року з 559 студентами та 15 викладачами.
Станом на 2018 р., за бакалаврською програмою, в університеті навчається приблизно 6800 студентів та 8300 аспірантів. Університет розділений на декілька шкіл, наприклад: Стенфордська школа бізнесу, Стенфордська школа права, Стенфордська школа медицини, Стенфордська школа інженерної справи тощо.

## Кампус
Університет розміщений в Кремнієвій долині.

## Видатні випускники й викладачі
Станом на 2018 р. у Стенфорді було зареєстровано 81 лауреат Нобелівської премії, 27 лауреатів премії Тюрінга та 8 медалістів.

## Досягнення
Випускники університету заснували велику кількість компаній, зокрема Nike, Hewlett-Packard, Sun Microsystems, Nvidia, Yahoo!, Cisco Systems, Silicon Graphics та Google, які об'єднували продукцію більше $2,7 трлн річного доходу і за період 2011—2018 рр. створили 5,4 млн робочих місць.

## Цікаві факти
Університет провів понад 200 глобальних експериментів та наукових досліджень. Серед них, найцікавішими стали:
- дослідження щодо сприйняття середньостатистичною людиною гумору, яким чином гумористичні сюжети потрапляють у ЗМІ та чому навіть ті, хто не має почуття гумору, сприймають комічне в мас-медіа;
- дослідження змін психологічного стану людини під час впливу на організм певних механічних факторів (наприклад, масаж, лоскіт тощо);
- в університеті Філіп Зімбардо проводив Стенфордський тюремний експеримент[27].

## Інтернет-ресурси
- Academic Ranking of World Universities — 2009 (englisch)
- Офіційний сайт [Архівовано 9 грудня 2020 у Wayback Machine.](англ.)
- Карта кампуса [Архівовано 8 травня 2013 у Wayback Machine.](англ.)